# Tenacious D et le Médiator du destin
Pour plus de détails, voir Fiche technique et Distribution.
Tenacious D et le médiator du destin ou Tenacious D et le pic du destin au Québec (Tenacious D in The Pick of Destiny) est un film américain réalisé par Liam Lynch, sorti en 2006.

## Synopsis
JB (Jack Black) n'a pas de chance. Passionné de rock, il vit à Kickapoo, dans le Missouri, dans une famille on ne peut plus religieuse qui pense que le rock 'n' roll est l'œuvre de Satan.
Après que son père lui a donné une bonne raclée et arraché les posters de ses idoles comme Queen, AC/DC, The Who, ou Black Sabbath, le jeune JB adresse une prière à Dio qui lui répond qu'il doit quitter la maison familiale pour aller à Hollywood, « la cité des anges déchus où la mer rencontre le sable », pour former un groupe, vaincre ses propres démons et apprendre les secrets du rock 'n' roll.
À la suite d'un long voyage à travers les États-Unis (il existe plusieurs Hollywood aux États-Unis), JB arrive donc à Hollywood, Californie, où il rencontre un guitariste (qu'il compare aussitôt à un dieu) nommé Kyle Gass. Le premier contact n'est pas une franche réussite, mais à la suite de l'agression de JB dans la rue par une bande rappelant celle d'Alex dans Orange mécanique, Kyle (qui lui a fait croire qu'il était un musicien connu) consent à lui enseigner la voie du rock. Cependant, JB découvrira que Kyle n'est pas vraiment la célébrité qu'il prétendait être et tous deux formeront le groupe qu'ils appelleront Tenacious D d'après les taches de naissance que tous deux portent sur les fesses. Ils partent donc ensemble pour l'Open Mic (un concours de musique) afin de gagner l'argent pour payer le loyer de Kyle qui a acheté une guitare avec tout l'argent que sa mère lui avait envoyé.
Cependant, leur performance musicale n'est pas à la hauteur de leurs espérances et notre duo se rend compte qu'il leur manque quelque chose : le Médiator du Destin.

## Fiche technique
- Titre : Tenacious D et le Médiator du destin
- Titre québécois : Tenacious D et le pic du destin
- Titre original : Tenacious D in The Pick of Destiny
- Réalisation : Liam Lynch
- Production : Jack Black, Kyle Gass, Stuart Cornfeld
- Scénario : Jack Black, Kyle Gass, Liam Lynch
- Musique : Tenacious D, Andrew Gross, John King (en)
- Pays d'origine :  États-Unis
- Langue originale : anglais
- Genre : Comédie et film musical
- Durée : 93 minutes
- Dates de sortie en salles :
  -  États-Unis : 22 novembre 2006
  -  France : 4 juillet 2007

## Distribution
- Jack Black (VF : Christophe Lemoine ; VQ : François L'Écuyer ; Chant : Toyo) : JB
- Kyle Gass (VF : Xavier Fagnon ; VQ : François Godin) : Kyle Gass (KG)
- JR Reed (VF : Michel Dodane ; VQ : Gilbert Lachance) : Lee
- Ronnie James Dio (VQ : Martin Deschamps) : Dio
- Tim Robbins (VF : Emmanuel Jacomy ; VQ : Benoît Rousseau) : L'Étranger
- Dave Grohl (VF : Michel Vigné ; VQ : Manuel Tadros) : Satan
- Troy Gentile : JB enfant
- Ben Stiller (VF : Maurice Decoster ; VQ : Alain Zouvi) : le vendeur du Guitar Center
- Colin Hanks : le gars ivre de la fraternité
- Amy Poehler : la serveuse au restaurant de la station service
- Paul F. Tompkins (VF : Guillaume Lebon) : le présentateur de la scène ouverte
- Amy Adams : la femme hurlant « I Love You » lors de la chanson Master Exploder
- Ned Bellamy : Gardien
- Fred Armisen : Gardien
- John C. Reilly (VF : Benoît Allemane ; VQ : Stéphane Rivard) : le Sasquatch (non crédité)
- Meat Loaf (VQ : Dan Bigras) : le père de JB (non crédité)
- David Koechner : le vendeur de surplus de l'armée (non crédité)
- David Krumholtz : le gars de la fraternité (non crédité)

## Particularité
Le film, racontant la genèse fictive du groupe, est découpé en plusieurs parties, chacune illustrée par une carte fictive de tarot:
- Kickapoo :
  - Famille Hyper religieuse
  - Fan de rock
  - Fugue
- La Formation :
  - Venice Beach
  - Lee
  - Entraînement
  - Déception
  - Tenacious D
- Destinée :
  - Les Marques de naissances
  - Le loyer
  - Le bar
- Le Chef-d'œuvre :
  - Pentacle
  - Pick
  - Magasin
  - Explications
- La Quête :
  - Lee
  - Café
  - Tits or Destiny
- La Division :
  - Kyle sans JB
  - JB champignons
- Deux rois :
  - Réunion
  - Infiltration
  - Pick
  - Qui utilisera Pick au concours
  - Sermon du proprio
  - Combat de rock contre satan
  - La gloire corne

## Bande originale
Albums de Tenacious D
Tenacious D
(2001) Rize of the Fenix
(2012)
La musique du film est composée par Tenacious D avec la participation du guitariste John Konesky et du bassiste John Spiker du groupe Trainwreck (autre groupe de Gass), ainsi que Dave Grohl à la batterie et au chant sur le morceau Beelzeboss (The Final Showdown); de Meat Loaf et Ronnie James Dio sur Kickapoo.

### Liste des titres
| No  | Titre                                                     | Auteur                                                                            | Durée |
| --- | --------------------------------------------------------- | --------------------------------------------------------------------------------- | ----- |
| 1.  | Kickapoo (feat. Meat Loaf, Ronnie James Dio, Liam Lynch)) |                                                                                   | 4:14  |
| 2.  | Classico                                                  | Johann Sebastian Bach, Ludwig van Beethoven, Black, Gass, Wolfgang Amadeus Mozart | 0:58  |
| 3.  | Baby                                                      | Black, Gass                                                                       | 1:36  |
| 4.  | Destiny                                                   | Black, Gass                                                                       | 0:37  |
| 5.  | History                                                   | Black, Gass                                                                       | 1:42  |
| 6.  | The Government Totally Sucks                              | Black, Gass                                                                       | 1:34  |
| 7.  | Master Exploder                                           | Black, Gass                                                                       | 2:24  |
| 8.  | The Divide                                                | Black, Gass                                                                       | 0:22  |
| 9.  | Papagenu (He's My Sassafrass)                             | Black, Gass, John King                                                            | 2:24  |
| 10. | Dude (I Totally Miss You)                                 | Black, Gass                                                                       | 2:53  |
| 11. | Break-In City (Storm the Gate!)                           | Black, Gass, King, Lynch                                                          | 1:22  |
| 12. | Car Chase City                                            | Black, Gass, King, John Konesky, John Spiker                                      | 2:42  |
| 13. | Beelzeboss (The Final Showdown)                           | Black, Gass, Dave Grohl, Lynch                                                    | 5:35  |
| 14. | POD                                                       | Black, Gass                                                                       | 2:32  |
| 15. | The Metal                                                 | Black, Gass, Konesky                                                              | 2:45  |